# Cap d'olla negre d'aleta llarga
El cap d'olla negre d'aleta llarga o vaca (Globicephala melas) és un dels delfínids més grans de la Mediterrània, molt fàcil de reconèixer per la seva coloració negra amb una única taca ventral blanca en forma d'àncora i el característic cap globós que explica la denominació amb la qual es coneix popularment. Juntament amb el cap d'olla negre d'aleta curta (G. macrorhynchus), és part del gènere Globicephala.
Aquest cetaci presenta un fort dimorfisme sexual: els mascles són considerablement més grans i robusts que les femelles, ja que arriben a superar els 6 metres de grandària i les 2 tones i mitja de pes, mentre que les femelles no acostumen a excedir els 4 metres i 1 tona.

## Distribució, hàbitat i situació de l'espècie

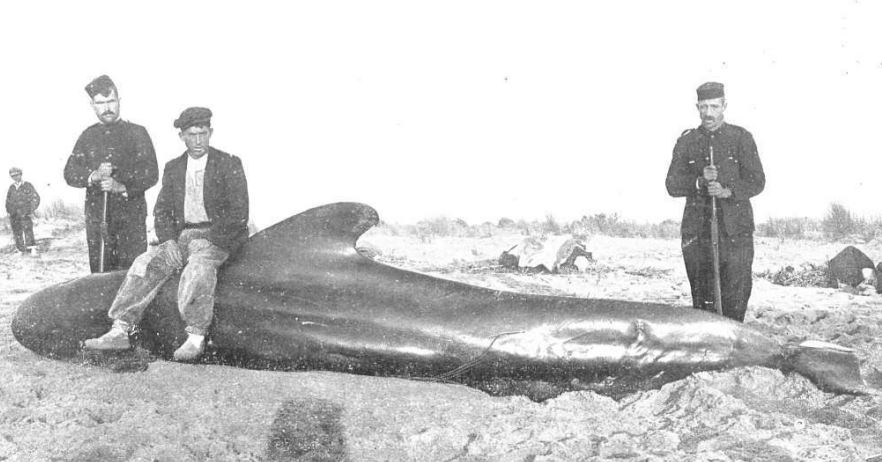
Cap d'olla al Prat de Llobregat (1908)

El cap d'olla negre d'aleta llarga és una espècie cosmopolita, amb l'única excepció del Pacífic Nord, on la seva presència no ha estat mai assenyalada. És un habitant típic d'aigües fredes i temperades i en les latituds càlides i tropicals és substituït pel seu congènere, el cap d'olla negre d'aleta curta (Globicephala macrorhynchus). A l'Atlàntic Nord, Globicephala melas es distribueix des de Groenlàndia, Islàndia i el mar de Barentsz fins al cap Hatteras a l'oest i la costa de l'Àfrica del Nord a l'est. Al Mediterrani, l'espècie és freqüent a la seva part occidental, però no ha estat mai enregistrada a l'oriental. Segons els estudis de Raga i col·laboradors, la distribució del cap d'olla negre d'aleta llarga en aigües mediterrànies ibèriques és fortament irregular, aparentment amb concentracions de població situades al voltant de les Illes Balears, les costes del País Valencià i el mar d'Alboran. Així, al Principat de Catalunya, aquesta espècie no és massa freqüent, tot i que es té constància d'avaraments que han tingut lloc a Vilassar de Mar (any 1902), el Prat de Llobregat (any 1918), Sant Feliu de Guíxols (any 1972), Tarragona (any 1988) i L'Escala (any 1990).
Dintre d'aquesta àrea de distribució, G. melas ocupa àrees allunyades de la costa, preferentment sobre fondàries superiors als 500 m. La quantitat de població a la Mediterrània és desconeguda, tot i que se la considera relativament petita en relació al poblament atlàntic. El nombre d'individus s'ha calculat en 750.000 al nord-est i al centre de l'Atlàntic Nord, en 200.000 en la població subantàrtica i en 31 al mar del Nord occidental.

## Descripció

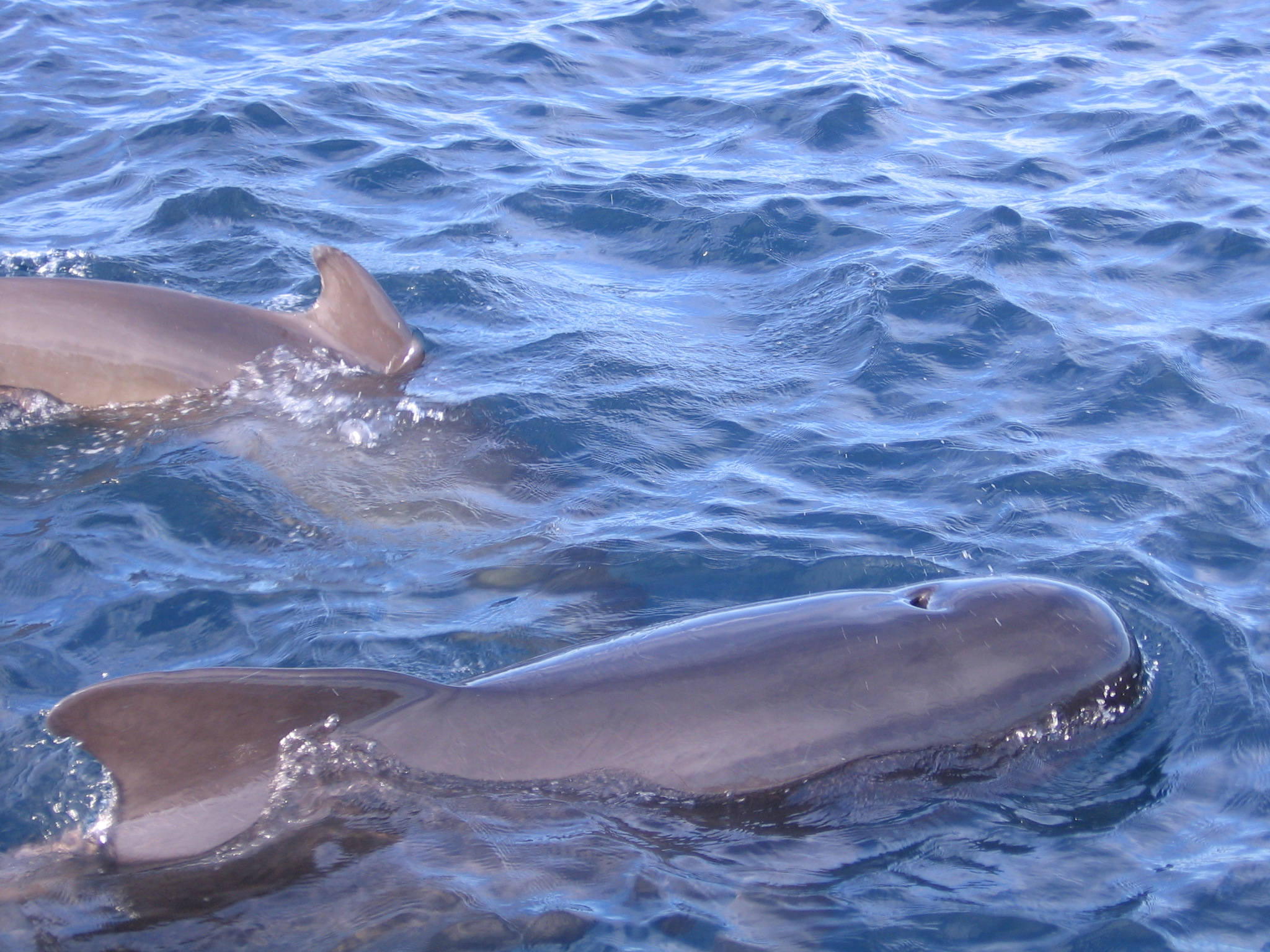
Caps d'olla negre d'aleta llarga a l'estret de Gibraltar

Com l'orca (Orcinus orca), el cap d'olla pertany a la família dels dofins. És de color negre o gris fosc, té una ratlla diagonal grisa o blanca darrere de cada ull, i en la regió frontal l'òrgan anomenat meló, bastant desenvolupat, que li confereix un aspecte prominent i arrodonit al capdavant. D'aquest caràcter pren el seu nom en català, ja que el seu cap s'assimila al cap d'una olla. L'aleta dorsal té forma de falç, està situada a prop del cap i s'orienta cap enrere; les aletes pectorals són de color negre i són molt llargues, amb una longitud del 15 al 20% de la longitud corporal. Té un cos robust, els adults mascles tenen una longitud d'entre 6 m i 7,6 m, i les femelles d'entre 5 m i 5,6 m, i aconsegueixen un pes que fluctua entre els 1.800 i els 3.500 kg. Les cries fan entre 1,8 i 2 metres i pesen uns 75 kg en néixer; llavors tenen una coloració grisa clara.

## Biologia,ecologiai comportament

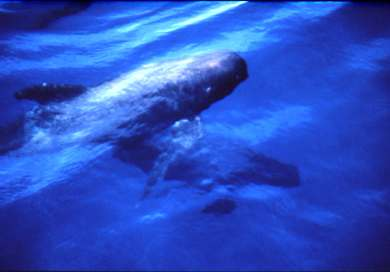
Caps d'olla negre d'aleta llarga nedant.

El cap d'olla negre d'aleta llarga és una espècie relativament ben coneguda gràcies als nombrosos estudis duts a terme a les regions on és objecte d'explotació. És una espècie fortament gregària i normalment constitueix agrupacions d'uns 50-100 individus. El seu nom en anglès (Long-finned Pilot Whale) li ve donat pel fet que els grups segueixen fidelment la direcció d'un sol individu, el pilot, que acostuma a ser un mascle d'edat avançada.
La seva alimentació es fonamenta principalment en una variada gamma d'espècies de cefalòpodes (gèneres Teuthowenia, Histioteuthis i Chiroteuthis), tot i que també pot recórrer a alimentar-se de peixos de fons, quan la disponibilitat d'aquests és insuficient per a les seves necessitats. Aquesta marcada preferència pels calamars fa que els seus desplaçaments al llarg de l'any segueixin els d'aquests organismes i la seva distribució estacional sigui, doncs, bastant previsible.
La reproducció és marcadament estacional, amb la majoria dels naixements i les còpules a l'estiu. La lactància és relativament llarga i, atès que l'aprenentatge de la captura de l'aliment sembla relativament llarg en aquesta espècie, el cadell depèn de la mare fins al final del seu tercer any de vida. Per aquesta raó, l'interval entre gestacions que s'observa habitualment en les femelles és d'uns 3-4 anys. L'espècie té un comportament poligin: els mascles competeixen entre ells per poder accedir a les femelles en zel.
Fruit d'aquest comportament, un mascle no pot començar a intervenir en les tasques reproductives fins que el seu cos assoleix una grandària i una fortalesa que li permeti competir amb èxit amb la resta de mascles. Això explica que l'edat a la qual arriben a la maduresa sexual els mascles (10-12 anys), sigui molt més avançada que en les femelles (6-7 anys).
Com a conseqüència d'aquestes lluites prèvies a la còpula, els mascles adults acostumen a portar el seu cos cobert d'un gran nombre de senyals i cicatrius. Curiosament, s'ha comprovat que la transmissió de ciàmids ectoparàsits que duen en abundància adherits a la seva pell és especialment efectiva durant aquestes lluites i s'han trobat prevalences i densitats d'aquests crustacis molt més elevades en els mascles adults que en les femelles i mascles joves que encara no s'han iniciat en les tasques reproductores.
El cap d'olla negre d'aleta llarga no té quasi enemics, si hom exceptua l'orca. La longevitat se situa al voltant dels 45-50 anys. En alguns casos, els grups poden avarar de manera massiva a la costa i, quan això succeeix, no és rar que els individus rebutgin tornar a aigües obertes tot i ser ajudats per una embarcació o per submarinistes. Aquest comportament no està encara ben explicat, però sovint produeix la mort de la totalitat del grup. Aquests avaraments en massa es produeixen també en altres espècies d'odontocets, però el cap d'olla és sens dubte l'espècie que més assíduament mostra aquest comportament peculiar.

## Gestió i conservació

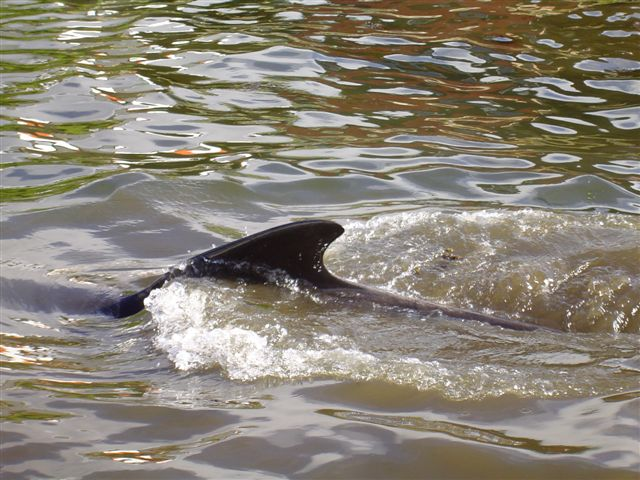
Exemplar de cap d'olla negre d'aleta llarga de l'Atlàntic

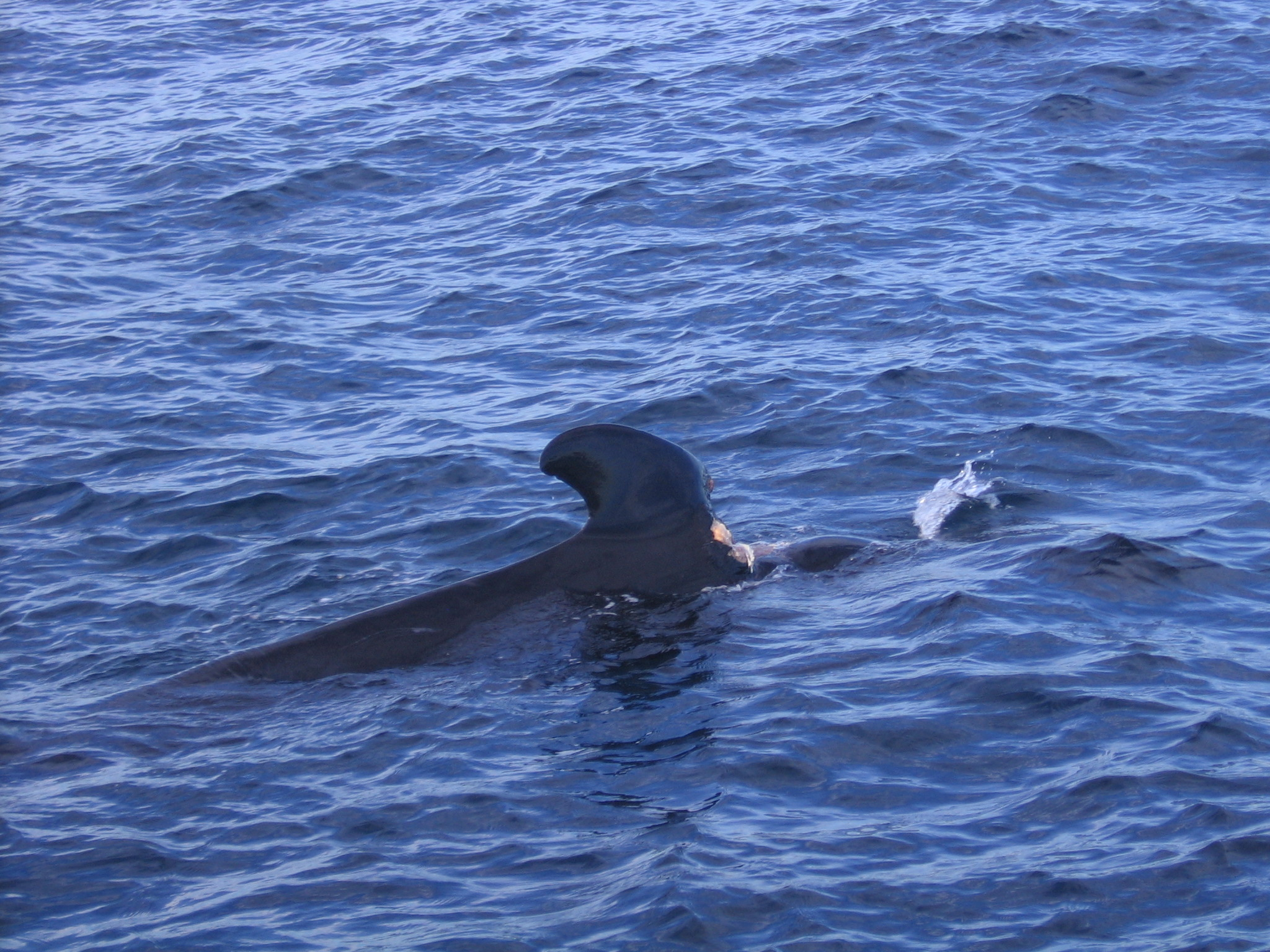
Cap d'olla ferit per l'hèlix d'un vaixell

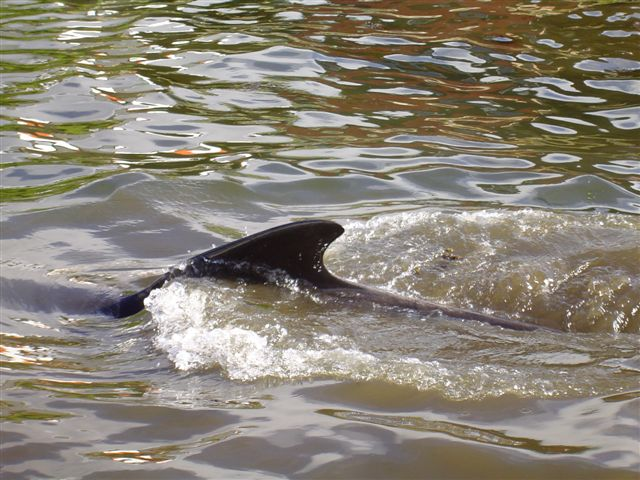
Un cap d'olla a les illes Fèroe

Igual que ocorre amb altres delfínids, els caps d'olla estan exposats a nombroses amenaces a causa de la presència humana en els seus hàbitats. Entre les principals fonts de risc pel simple contacte amb l'ésser humà són les lesions que poden patir per vaixells i altres tipus d'embarcacions en xocar amb les hèlixs. Un altre dels perills als quals s'enfronta és el de quedar encallat. Quan això passa, sovint es deu a haver-se desorientat i separat del grup. Són animals gregaris, amb una gran cohesió social, i un cop aïllats del grup són molt vulnerables. En general, tots els cetacis quan es troben lluny de la seva àrea normal de distribució sofreixen les condicions ecològiques desfavorables i la seva inadaptació, que els provoquen la mort per avarament abans o després. Respecte a l'avarament, s'ha suggerit que una de les fonts de desorientació que afecten els caps d'olla és la contaminació auditiva de les profunditats. Tot i que encara no s'ha conclòs quins efectes concrets pugui tenir aquesta variable en el comportament d'aquests animals, un estudi en els caps d'olla de la Mediterrània va trobar variacions significatives en les vocalitzacions produïdes per aquests animals en presència de les emissions de sonar militar, les quals dominaven l'entorn acústic.
Pels seus hàbits gregaris i la fidelitat amb la qual els membres d'un grup segueixen el seu «pilot», qualitats que fan que sigui fàcilment conduït a l'interior d'una ria o un fiord, el cap d'olla negre d'aleta llarga ha estat objecte d'explotació en nombrosos indrets, com ara les illes Fèroe, Terranova o el Japó. Però, probablement a causa de la seva baixa densitat, a la Mediterrània no ha estat mai capturat comercialment i, encara que es coneixen casos aïllats d'exemplars que han mort atrapats en xarxes de pesca o arponejats, l'espècie no sembla patir conflictes importants amb les activitats humanes a la susdita mar. Per una altra banda, els seus costums pelàgics i la seva alimentació basada en cefalòpodes, el lliura de rebre concentracions importants de contaminants. Per aquesta raó, no sembla que el poblament mediterrani de cap d'olla presenti problemes significatius de conservació, sempre que es mantinguin els nivells actuals de les poblacions de cefalòpodes de les quals s'alimenta.
El cap d'olla negre d'aleta llarga està protegit pel Conveni de Berna (annex III) i es troba catalogat dintre de l'apèndix II del CITES, la qual cosa ha detingut en gran manera la seva explotació. No obstant això, la caça de l'espècie fou estesa i de llarga tradició. Alguns països europeus on el cap d'olla fou caçat són Noruega, Groenlàndia, Islàndia i Escòcia. A l'Atlàntic Oest, l'explotació del cap d'olla es va concentrar a l'Illa de Terranova entre el 1947 i el 1964, on s'estima un cim d'extracció propera al rang dels 3.000-10.000 exemplars, el 1956. A causa de l'ostensible reducció de la població, el 1970 va cessar la caça d'aquesta espècie. També en el cap Cod, des de mitjans del 1700 fins al 1920, es va desenvolupar una important indústria pesquera basada en la caça del cap d'olla.
Només de manera tradicional, l'explotació del cap d'olla continua a les illes Fèroe, famoses a nivell mundial per la gran indústria pesquera centrada en la captura anual d'aquesta espècie (s'estima ben bé en 2.500 exemplars, cosa que per si mateixa constitueix el 0,3% de la població mundial estimada de l'espècie). Més enllà del real impacte d'aquesta cacera sobre la població total del cap d'olla, l'arxipèlag feroès ha estat en el centre de la polèmica ecologista pels mitjans de captura, considerats per molts com "brutals" (s'utilitzen, entre altres elements, ganxos i garrots), imatge reforçada per l'impactant espectacle del mar enrogit en diversos quilòmetres amb la sang d'aquests animals. A la polèmica se suma el fet que aquesta caça "tradicional" és possible a causa del comportament del cap d'olla, el qual s'apropa voluntàriament als humans.
Respecte al consum humà de carn de cap d'olla, s'han suggerit alguns potencials riscos per a la salut, a causa de la presència d'alguns metalls tòxics per als humans, com ara el mercuri i el cadmi, carcinògens com policlorobifenils (PCB) i altres organoclorats, així com restes de DDT i dieldrin. Encara que els nivells trobats de la majoria d'aquestes toxines es van mantenir dins del rang normal, no fou el cas del PCB i altres organoclorats que van aconseguir nivells tòxics relacionats directament amb l'edat en els mascles. Cal esmentar que aquesta relació és inversa en les femelles madures, probablement a causa del traspàs de les toxines de la mare a les cries durant l'embaràs. Nivells de mercuri i cadmi també foren detectats en el fetge dels fetus dels caps d'olla, demostrant la transferència placentària d'aquests elements i en la lactància, com ocorre en els dofins nas d'ampolla.